# Hüttau (Gemeinde Hüttau)
Hüttau ist ein Ort im Fritztal im Land Salzburg wie auch Hauptort, Ortschaft und Katastralgemeinde der Gemeinde Hüttau im Bezirk St. Johann (Pongau).

## Geographie
Der Ort befindet sich im östlichen Salzachpongau gut 45 Kilometer südöstlich von Salzburg und  11 Kilometer nordöstlich von St. Johann im Pongau.
Das Dorf Hüttau liegt am Fritzbach auf um die 700 m ü. A. Höhe, 7 Kilometer das Fritztal hinein östlich von Bischofshofen. Bei Hüttau münden von Norden, vom Südfuß des Tennengebirges, der Larzenbach zwischen Plattenkopf (1147 m ü. A.) und Weyerberg (1455 m ü. A., taleinwärts), sowie – taleinwärts – Pichlbach, Sattelbach und Iglsbach vom Hochgründeck, die südlichen Gipfel über Hüttau heißen Schroffkoppen (1542 m ü. A.) und Breitspitz (1804 m ü. A.). Der Ort umfasst etwa 100 Häuser.
Die Ortschaft Hüttau
erstreckt sich an der linken Talseite von Hüttau talauswärts, vornehmlich die zerstreuten Häuser Fritzerberg. Ob der Ort Hüttau selbst zur Ortschaft Hüttau gehört, oder zu Sonnberg und Sonnhalb der rechten Talseite, dazu liegen abweichende amtliche Angaben vor. Die Ortschaft umfasst (nach Statistik Austria, mit dem Ort) knapp 100 Gebäude mit etwa 500 Einwohnern. Davon gehören etwa 2⁄3 zum Ort selbst, die anderen rechts des Fritzbachs haben die Adressen Sonnberg oder Sonnhalb.
Zur Katastralgemeinde Hüttau mit 1285,4 Hektar gehört auch die Ortschaft Iglsbach, sie erstreckt sich über 6 km vom Fritzbach südwärts über Breitspitz- und Hochgründeck-Gipfel bis zum Ginausattel.
| Sonnhalb (O u. KG)                                                                  |                                             | Sonnberg (O u. KG) Niedernfritz |
| Alpfahrt (O) Winkl (KG) (beide Gem. Bischofshofen)                                  | Kompassrose, die auf Nachbargemeinden zeigt | Bairau (O u. KG)                |
| Fritzerberg Buchberg (O u. KG, Gem. Bischofshofen) Ginau (KG, Gem. St. Johann i.P.) | Iglsbach (O)                                |                                 |

## Geschichte
Dass hier schon zur Römerzeit (2.–5. Jahrhundert) die wichtige Straße über den Radstädter Tauern durch den Pass Lueg nach Iuvavum (Salzburg) verlief, ist an einigen gefundenen Meilensteinen belegt.
Im Mittelalter war im  Fritztal der Kupferabbau in Iglsbach bedeutend, schon im 13. Jahrhundert dürfte aber auch der Abbau am Larzenbach, etwas nördlich des Ortes, begonnen haben. Diese Kupferzeche Hüttau ist erst 1549 urkundlich, Gewerken dieser Zeit sind die Perner und die Feuersenger. Die ganze frühere Neuzeit hindurch war Hüttau als Bergbauort für das Fürsterzbistum bedeutend.
Schon 1074 hatte Erzbischof Gebhard das Fritztal der Salzburger Ausgründung Stift Admont übergeben. 1325 findet sich das Gut Hüttawe im Admonter Stiftsurbar erwähnt,  (um 1390 Hüettawe, um 1427 Huttaw). Der Name ist schon Bergbauname (‚Au, in der verhüttet wird‘).
1450 wurde eine erste Leonhardkapelle erbaut – 1451 ist die Capellam in honore Sancti Leonhardi in Fritza prope Hüttaw urkundlich. Die heutige Pfarrkirche Hüttau wurde 1472–1492 erbaut, 1689 Vikariatskirche, 1856 Pfarrkirche.
Ab Ende des 17. Jahrhunderts ging der Bergbau stark zurück, die Vorkommen erschöpften sich, und das Kupferbergwerk Mühlbach am Hochkönig wurde nach der Privatisierung des Bergbaues unter Wolf Dietrich von Raitenau ab 1600 übermächtiger Konkurrent. Ein Neuangriff1853 (Grubenfeld Barbara) wurde 1869 wieder eingestellt und das Blechwerk (bei heute Sonnberg 3) später abgerissen.
Die Bahnstrecke Selzthal–Bischofshofen–Wörgl, die Ennstalbahn, wurde am 6. August 1875 eröffnet. Hier entstand ein größerer Bahnhof für den Güterumschlag der Kupfergewinnung.
Ab den 1960ern wurde der Reiseverkehr auf der Bundesstraße zum Problem (die legendäre Gastarbeiterroute). Am 30. Juni 1979 wurde dann hier die Tauernautobahn eröffnet (Baulos Knoten Pongau – ASt Eben/Pongau).

## Infrastruktur und Sehenswürdigkeiten
Die Tauern Autobahn (A10) passiert den Ort oberhalb (Talübergang Larzenbach, 456 m), nächste Anschlussstelle ist Niedernfritz (Exit 56). Durch den Ort verläuft die Katschberg Straße (B99).
Der Bahnhof Hüttau der Ennstalbahn Bischofshofen – Selzthal liegt gleich außerhalb des Ortes taleinwärts, schon in der Katastralgemeinde Sonnberg. Hier halten Regionalzug-Kurse der ÖBB (Bischofshofen – Radstadt, teils weiter Schladming – St. Michael in Oberstmk.), die in den Salzburger Verkehrsverbund (SVV) eingebunden sind.  Die Fahrtzeit nach  Bischofshofen Bhf. oder Radstadt Bhf. beträgt gut 10 Minuten, nach Selzthal Bhf. gut 1½ Stunden.
Sehenswerte Baulichkeiten sind:
- Pfarrkirche Hl. Leonhard
- Kupferzeche Larzenbach[11]
- Gewerkenhaus von 1594, heute Gemeindeamt, Museum und Gasthof zur Post[3]

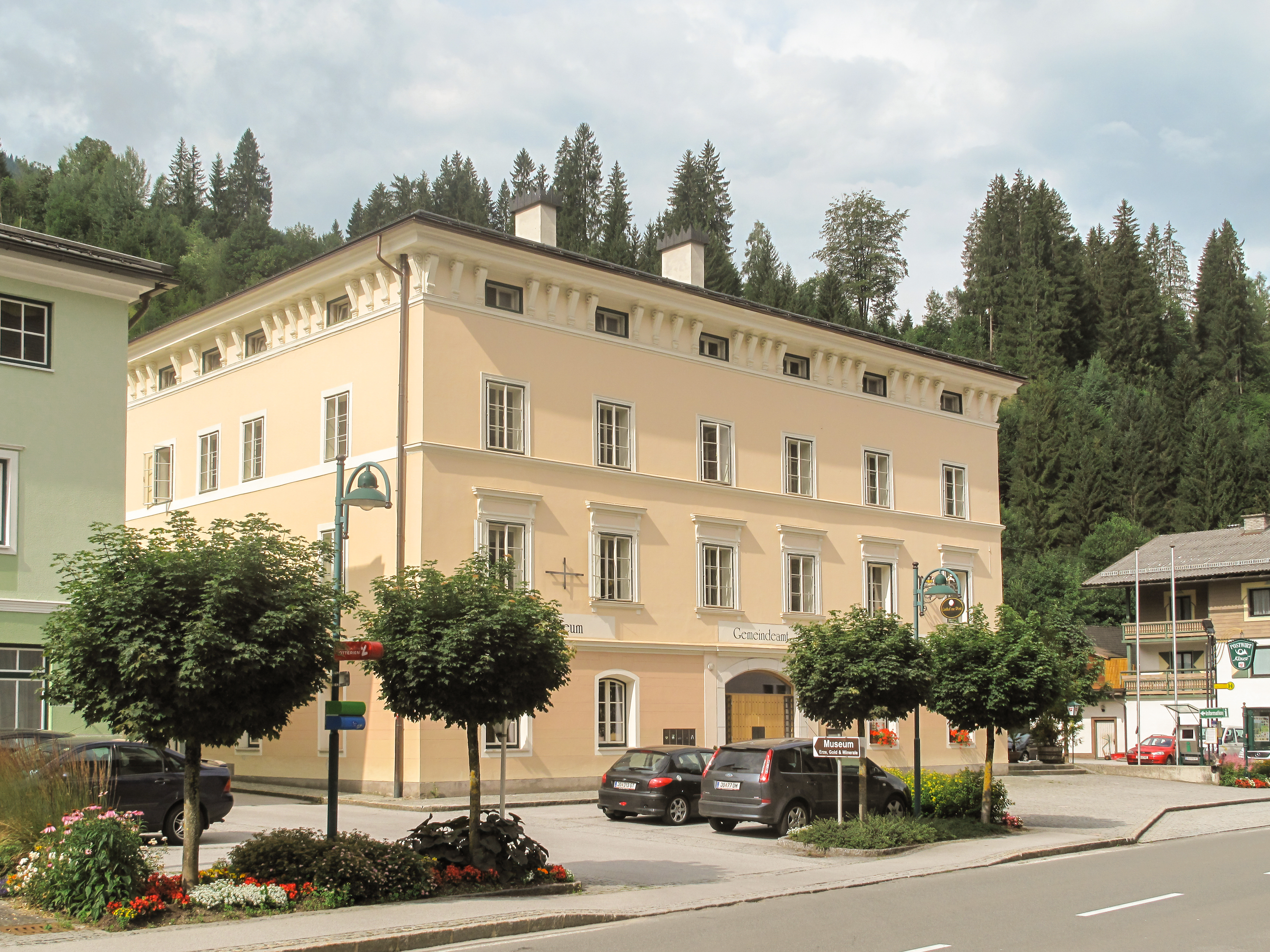
Hüttau, Gemeindeamt (Gewerkenhaus von 1594)
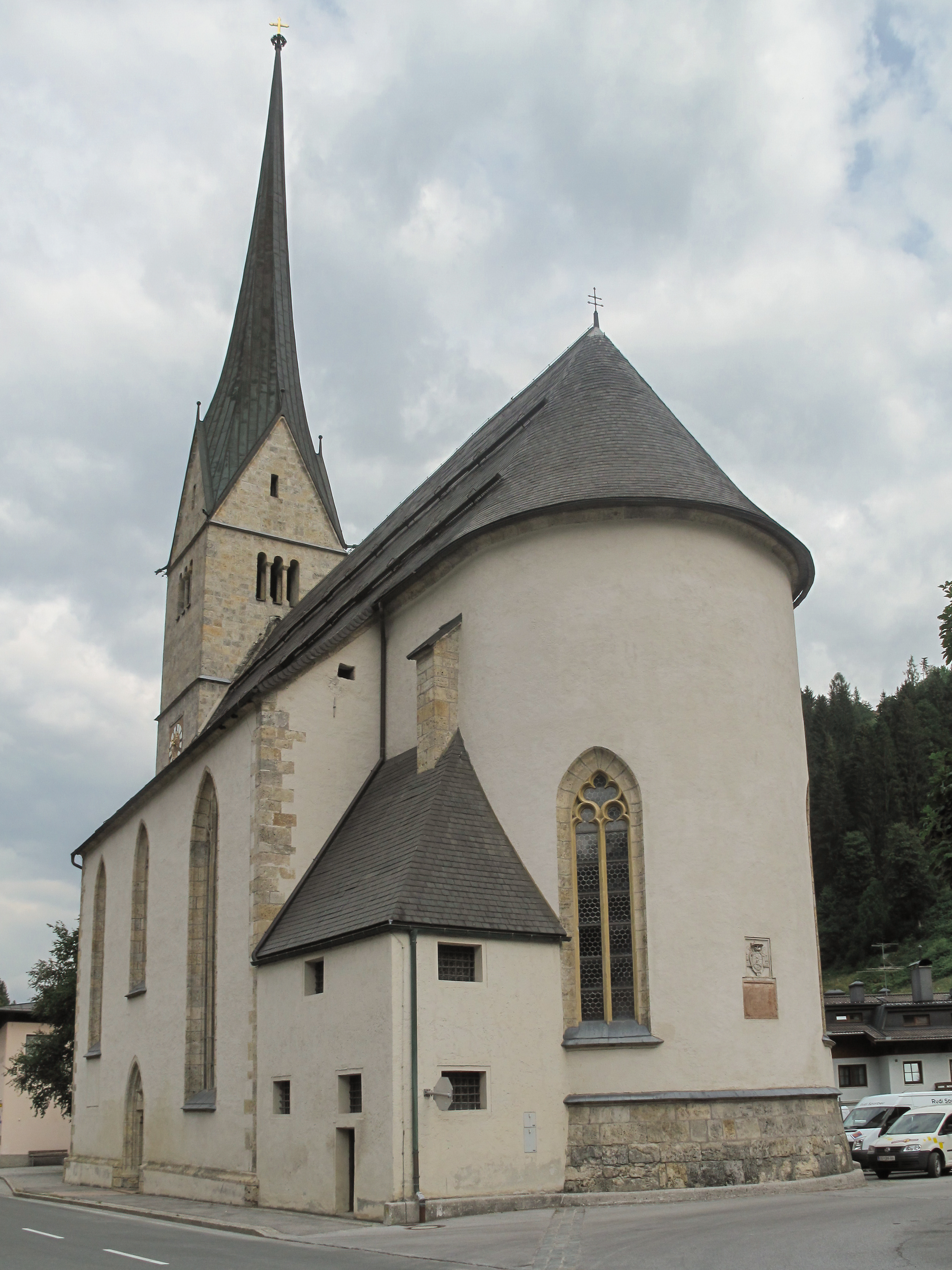
Hüttau, Kirche